# 沙爾夫峰
46°48′06″N 10°57′33″E / 46.80167°N 10.95917°E

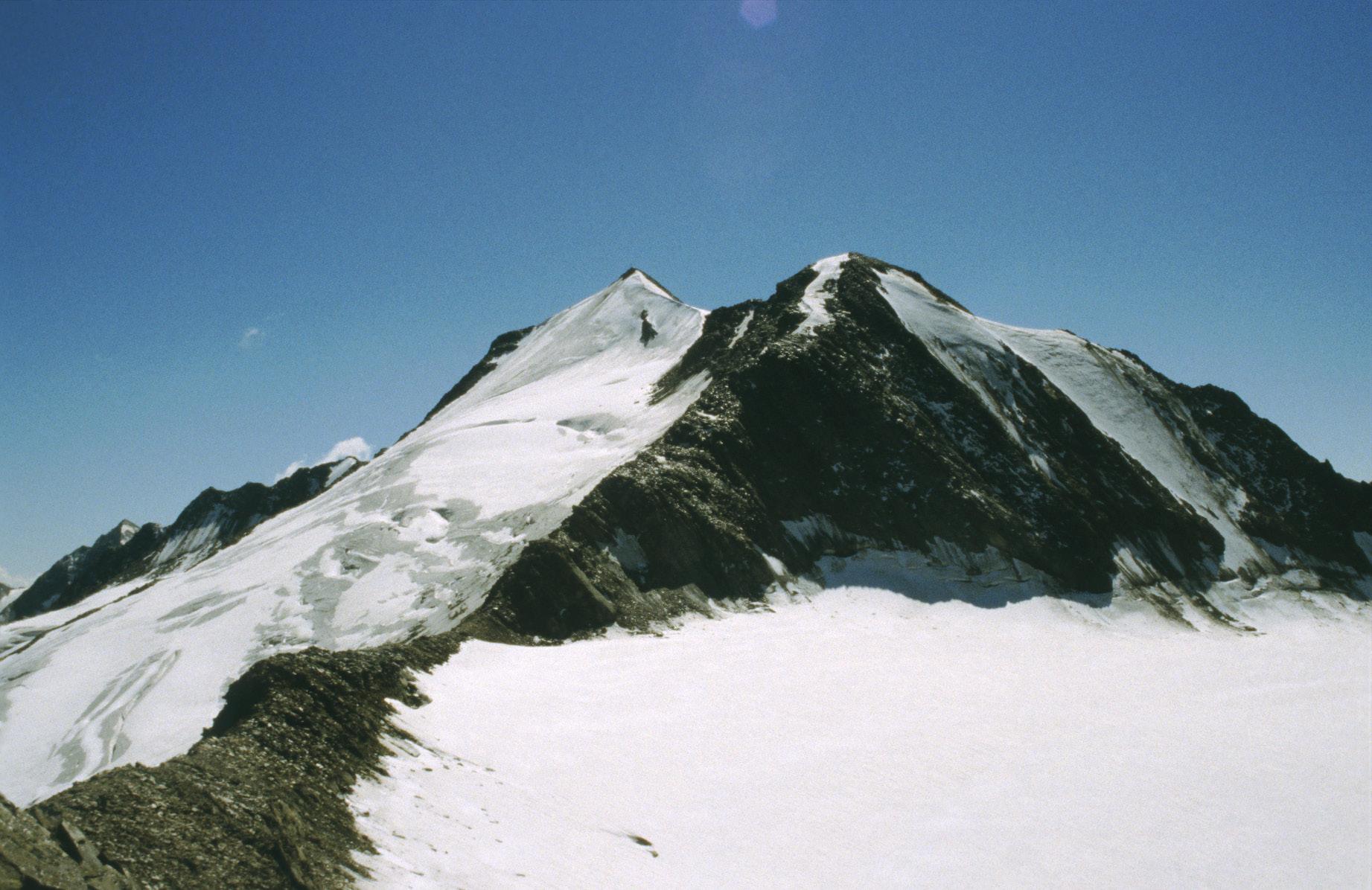

沙爾夫峰（德語：Schalfkogel），是奧地利的山峰，位於該國西部，由蒂羅爾州負責管轄，屬於厄茨塔尔山的一部分，海拔高度3,540米，人類在1830年首次登頂。